# Francisco José Lombardi

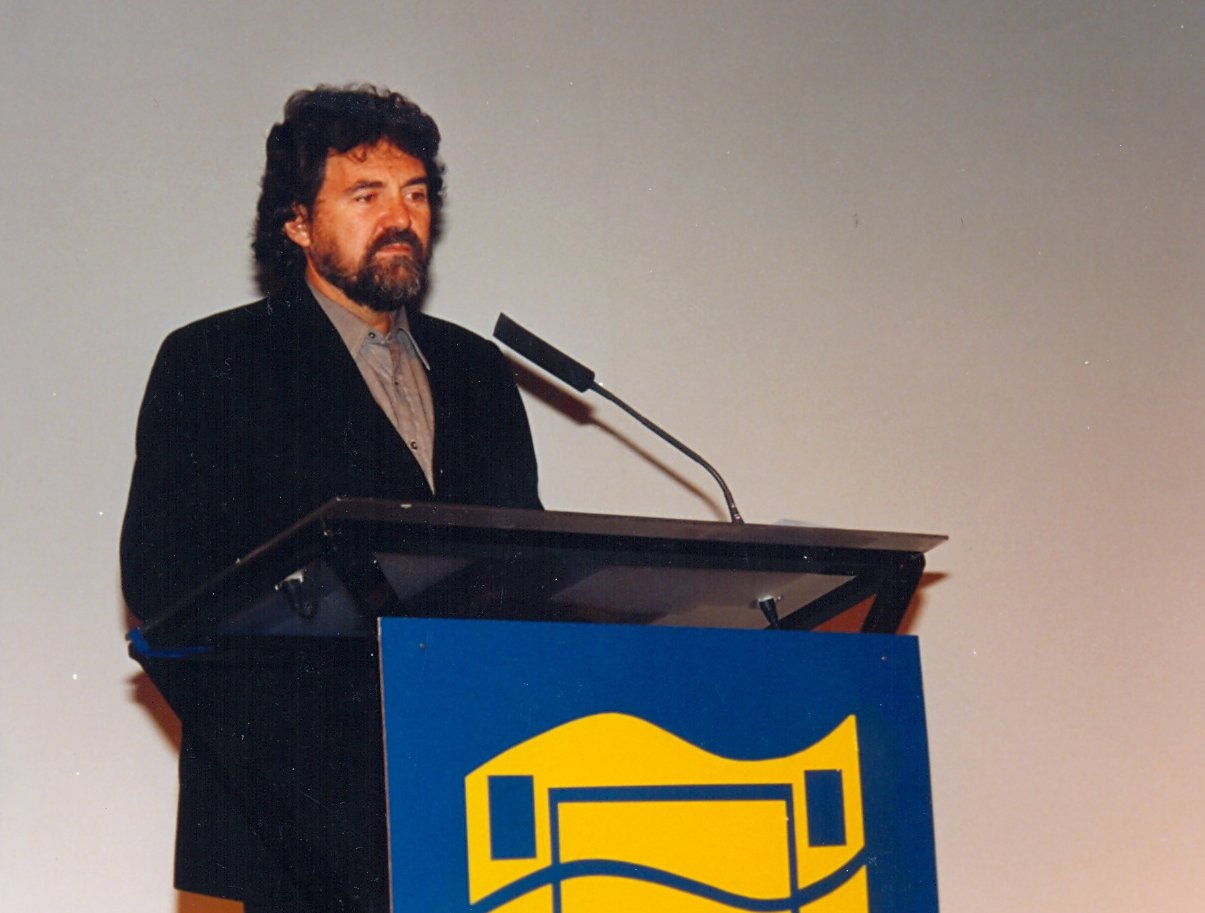
Francisco José Lombardi (2000)

Francisco José Lombardi (* 3. August 1947 in Tacna, Peru) ist ein peruanischer Filmregisseur und Filmproduzent.

## Leben
Lombardi studierte 1968 an der von Fernando Birri gegründeten Filmhochschule von Santa Fe in Argentinien. Nach der Schließung der Filmhochschule durch das Militär arbeitete er als Filmkritiker. 1974 gründete er die Produktionsfirma Inca Films und veröffentlichte einige Kurzfilme, die mit Preisen ausgezeichnet wurden.
Sein Spielfilmdebüt Tod im Morgengrauen mit Gustavo Rodríguez in der Hauptrolle widmet sich der Todesstrafe und wurde beim Internationalen Filmfestival von Locarno 1977 ausgezeichnet. Einen ersten Erfolg landete er 1985 mit Die Stadt und die Hunde. Das Goya-prämierte Der Himmel über Lima aus dem Jahr 1990 spielt zur Zeit des Neoliberalismus. Für Unter der Haut erhielt er beim Filmfestival von San Sebastián eine Silberne Muschel als Bester Regisseur. No se lo digas a nadie (1998) behandelt Homosexualität und das Geschlechterverhältnis.
Viele seiner Filme basieren auf Werken der peruanischen Literatur, die wiederum von wahren Begebenheiten erzählen. Während Die Stadt und die Hunde auf dem gleichnamigen Roman von Mario Vargas Llosa basiert, ist Der Himmel über Lima die Verfilmung von einem Drehbuch der peruanischen Schriftstellerin Giovanna Pollarolo, mit der Lombardi verheiratet war. Seine zweite Ehe führt er mit der Schauspielerin Tatiana Astengo.
Ende Juni 2023 wurde Lombardi Mitglied der Academy of Motion Picture Arts and Sciences.

## Filmografie (Auswahl)

### Regie
- 1977: Tod im Morgengrauen (Muerte al amanecer)
- 1983: Maruja en el infierno
- 1985: Die Stadt und die Hunde (La ciudad y los perros)
- 1988: Die Schlucht der Wölfe (La boca del lobo)
- 1990: Der Himmel über Lima (Caídos del cielo)
- 1994: Sin compasión
- 1996: Unter der Haut (Bajo la piel)
- 1998: No se lo digas a nadie
- 2000: Pantaleón y las visitadoras
- 2000: Tinta roja
- 2003: Ojos que no ven
- 2006: Mariposa negra

### Produzent
- 1988: Die Höhle des Löwen (La boca del lobo)
- 1994: Sin compasión
- 1996: Unter der Haut (Bajo la piel)
- 2000: Tinta roja
- 2003: Ojos que no ven